# Haya, Sorab
Haya là một làng thuộc tehsil Sorab, huyện Shimoga, bang Karnataka, Ấn Độ.